# Guichets du Louvre
Les guichets du Louvre sont deux ensembles d'ouvertures permettant le passage des véhicules et des piétons pour traverser le palais du Louvre du nord au sud ou inversement, sans avoir à contourner le bâtiment. Ils correspondent au vaste projet, non abouti, de circulation nord-sud par l’avenue de l'Opéra, puis le pont du Carrousel élargi et le prolongement de la rue de Rennes.

## Historique
Ils portent le nom de guichets car ceux le long de la Seine étaient fermés la nuit.
L'ensemble le long de la Seine permet de traverser la Grande Galerie du Louvre, mais il n'existait pas lors de la construction originale à l'époque d'Henri IV. Il a été créé avec la reconstruction de la Grande Galerie sous le Second Empire.
L'ensemble le long de la rue de Rivoli a été construit avec l'aile Richelieu.

## Description
Il y avait :
- le guichet Saint-Nicolas ;
- le guichet de Marigny : en 1759, le marquis de Marigny fait agrandir l’ancienne porte cochère, afin de pouvoir rejoindre la Seine, sans avoir à contourner la Grande Galerie du Louvre, depuis son domicile (l’hôtel de Lesdiguières), situé rue Fromenteau[3],[4].

### Guichets du Louvre le long de la Seine (ou Grands Guichets du Louvre)
C'est un bâtiment situé entre le pavillon de la Trémoille à l'ouest et le pavillon de Lesdiguières à l'est. Il se trouve dans l'axe du pont du Carrousel.
Au sommet, le haut-relief du Génie des Arts en bronze par Antonin Mercié a remplacé une statue de Napoléon III en 1877. Le Génie chevauche Pégase, le cheval ailé, cabré vers le ciel. Devant eux se tient la Renommée tenant une branche de laurier. Les allégories de fleuves qui encadraient la figure équestre de Napoléon III ont été conservées, tout comme les allégories napoléoniennes (aigle et monogramme « N ») de Théodore-Charles Gruyère (1813-1885) au sommet du fronton.
Sur les piliers, entre les arcades, figurent les groupes en haut-relief en pierre de 1866 par François Jouffroy (1806-1882) : La Marine de guerre à gauche et La Marine commerciale à droite.
La façade du côté de la place du Carrousel est moins décorée. Elle est orientée plein nord.

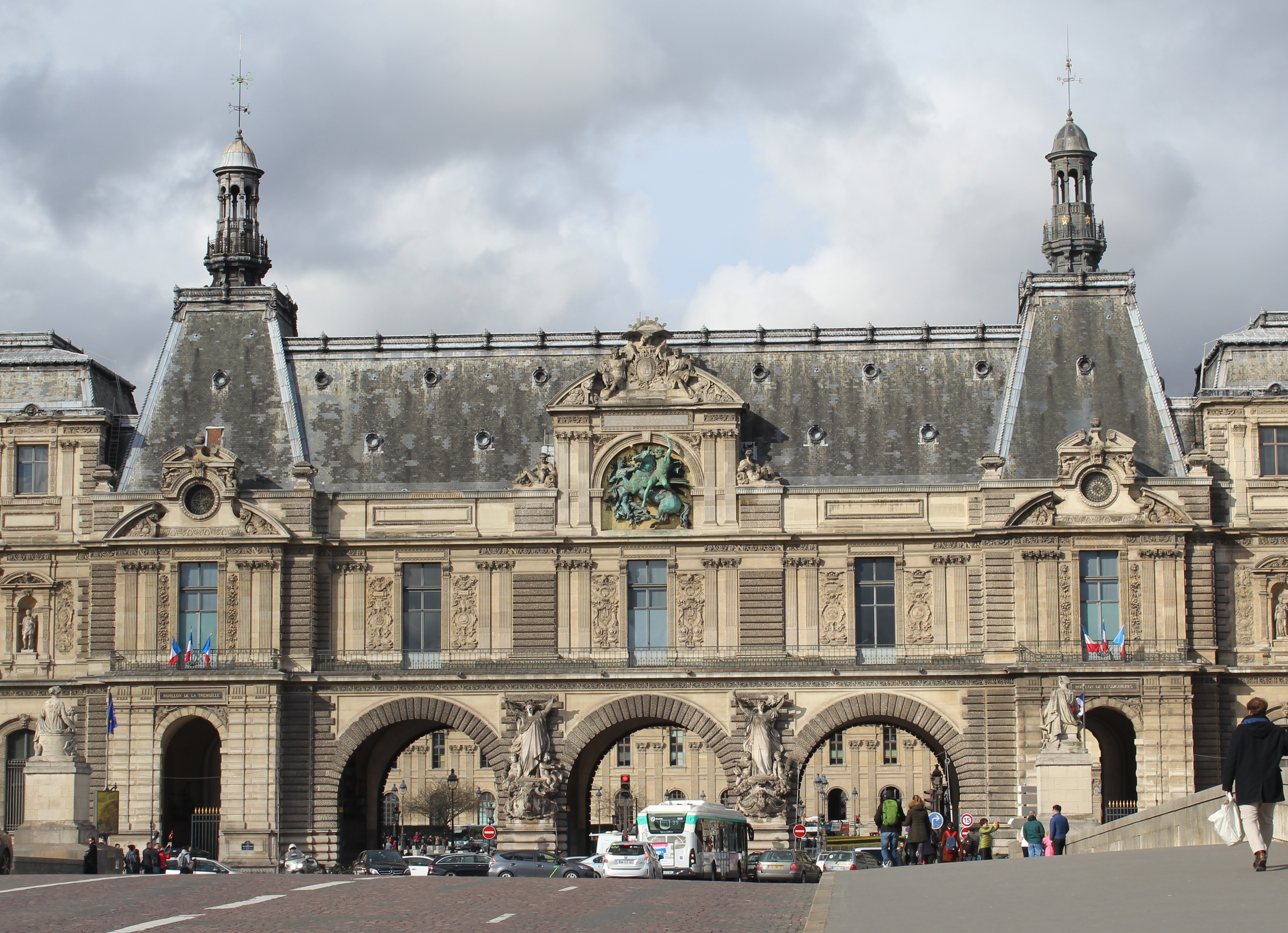
Facade sur la Seine.
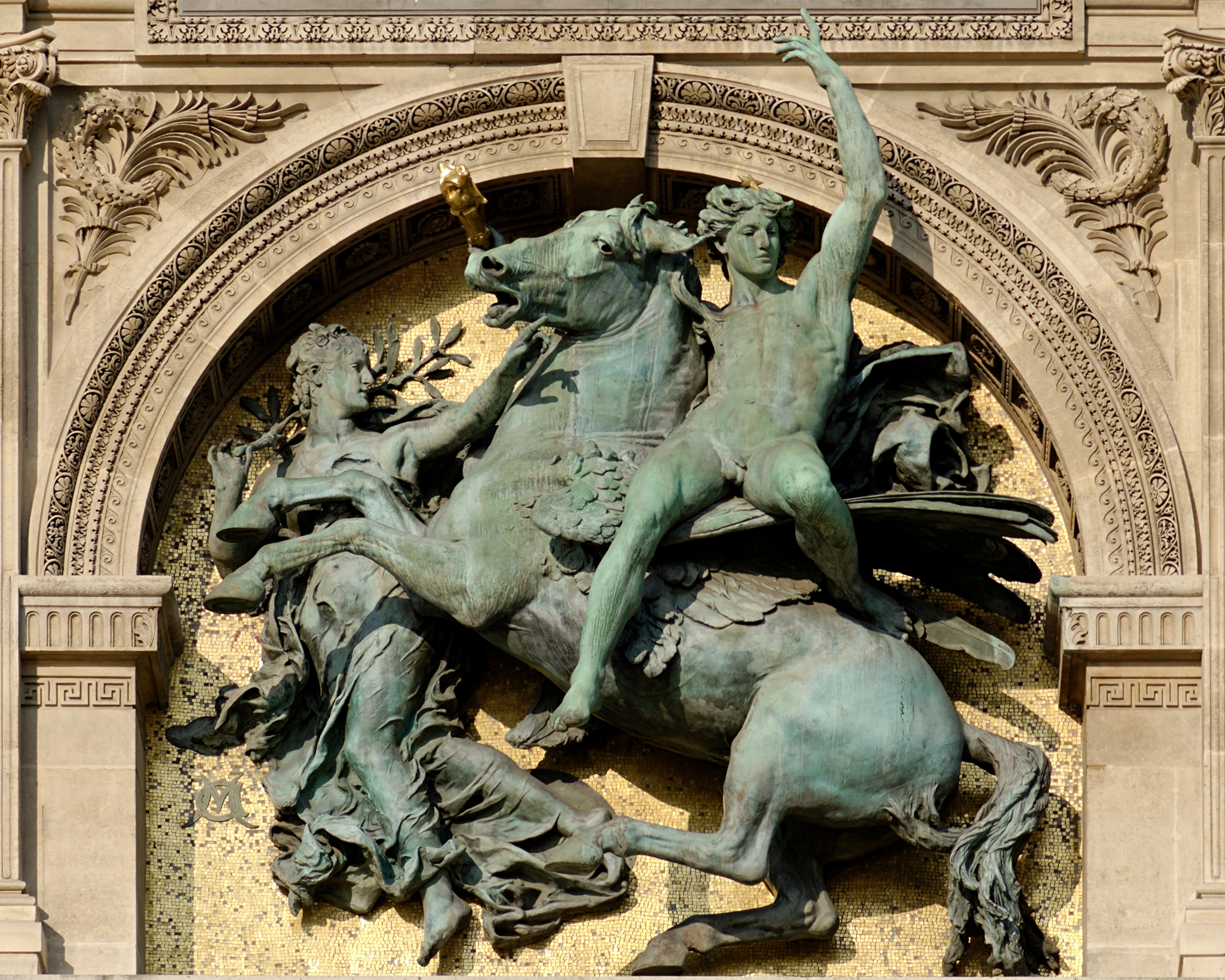
Antonin Mercié, Le Génie des Arts (1877).

### Guichets du Louvre le long de la rue de Rivoli, pavillon de Rohan
Les guichets s'intègrent dans la longue façade de l'aile Richelieu, dont les niches sont ornées de statues d'hommes célèbres.
Au sommet du pavillon Lesdiguières, le clocheton est entouré d'un garde-corps orné d'une série de « N » napoléoniens inversés. La raison de cette anomalie n'est pas renseignée. Toutefois, Dominique Lesbros relève que le chiffre de Louis-Napoléon Bonaparte, fils de Napoléon III, est un N inversé.

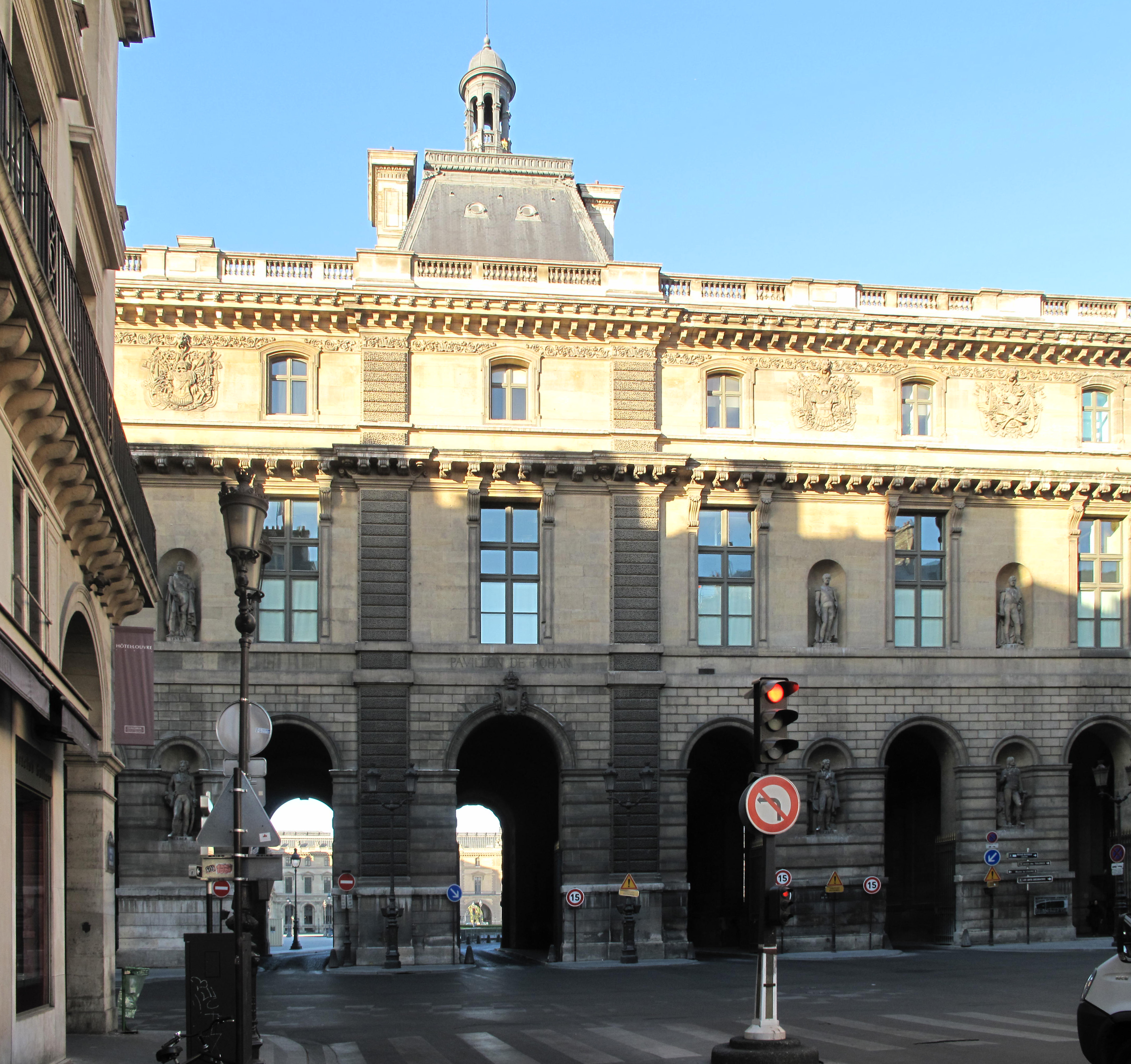
Façade sur la rue de Rivoli.
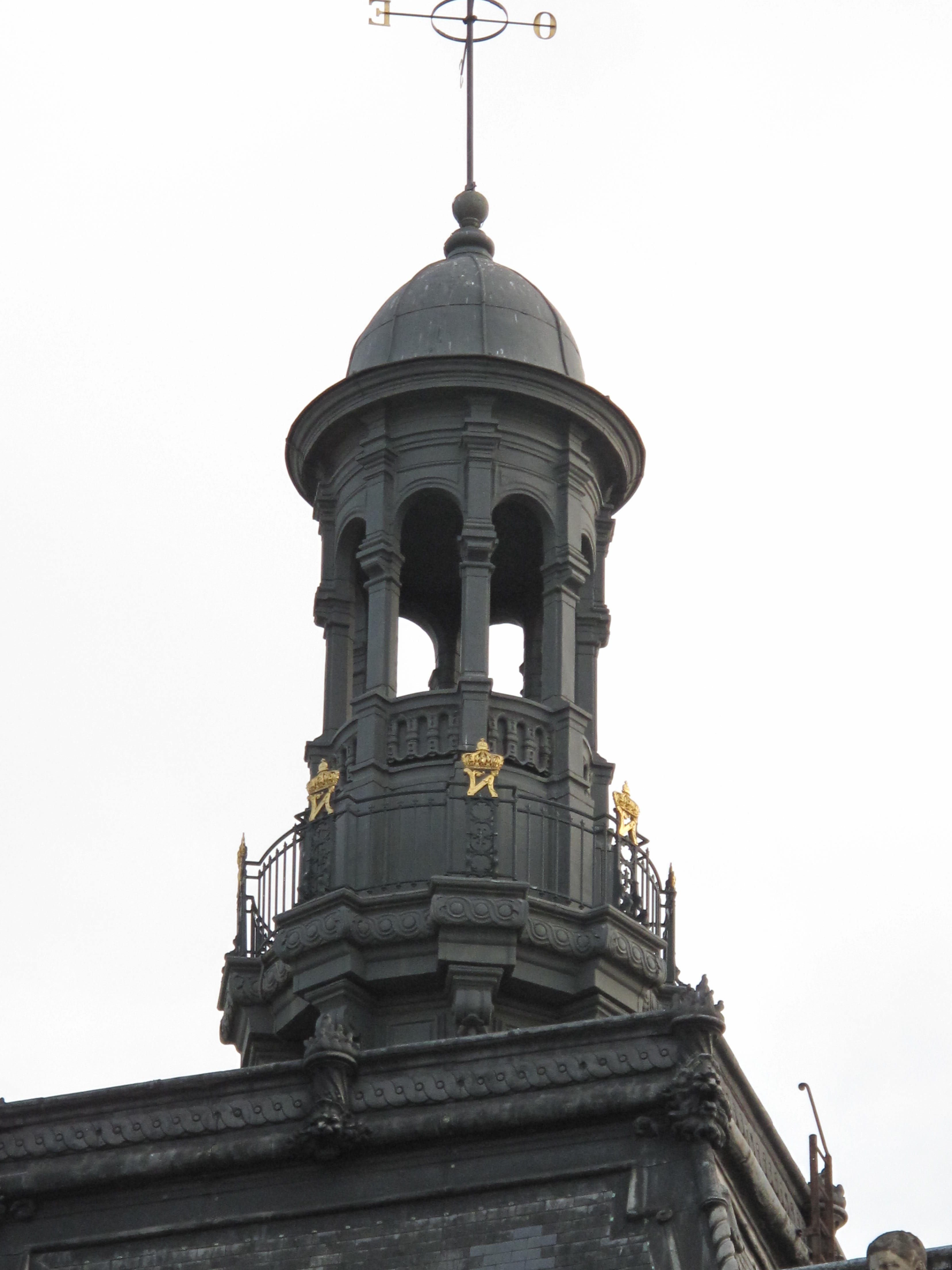
Clocheton du pavillon Lesdiguières orné d'une série de « N » inversés.

## Les guichets du Louvre dans la culture
- Les Guichets du Louvre de Roger Boussinot, roman, Denoël, 1960.
- Les Guichets du Louvre (1974), film de Michel Mitrani adapté du roman de Roger Boussinot. Les protagonistes essaient d'échapper à la rafle du Vel d'Hiv de juillet 1942 en allant jusqu'aux guichets du Louvre qui étaient la limite géographique de la rafle.